# Wind (Raumsonde)
Wind ist eine US-amerikanische Raumsonde, gestartet im Jahr 1994.

## Mission
Die 1.250 kg schwere Sonde Wind wurde von den USA gemeinsam mit der ESA, Russland, Tschechien und Japan im Rahmen des „International Solar Terrestrial Physics“ (ISTP-)Projektes gestartet. Diesem Projekt gehört auch die Sonde SOHO und einige Satelliten an. Ziel der Sonde Wind war die Erforschung des hereinkommenden Sonnenwindes beim Kontakt mit der Schockfront der Erde.
Die Daten der Sonde wurden bis 2019 in über 5000 Publikationen verwendet.

## Verlauf
- Die Sonde startete am 1. November 1994 auf einer Delta-II-Trägerrakete und ist drehachsenstabilisiert
- Wind verblieb zunächst in einer Umlaufbahn um die Erde mit einem Apogäum von 1,5 Millionen km
- Im November 1996 erreichte die Sonde einen Orbit um den Lagrange-Punkt L1
- Im März 1998 verließ Wind diese Position und schwenkte in eine als Blütenblatt-Orbit bezeichnete Umlaufbahn um die Erde nahe der Grenze des Erdschwerefelds ein und wurde somit ein Erdsatellit
- Später war sie wie wieder an L1 in Betrieb
- Die Sonde ist weiterhin aktiv
- Am 3. Juni 2013 hat die Sonde mit ihrem Transient Gamma-Ray Spectrometer den Gammastrahlenblitz GRB 130603B gemessen[2]
- Die Sonde hat Treibstoffvorräte für einen Betrieb bis mindestens 2074[1]